# Fred Fraikin
Pour l’article homonyme, voir Fraikin.
 (juillet 2012).
Si vous disposez d'ouvrages ou d'articles de référence ou si vous connaissez des sites web de qualité traitant du thème abordé ici, merci de compléter l'article en donnant les références utiles à sa vérifiabilité et en les liant à la section « Notes et références ».
Frédéric Fraikin, plus connu sous le nom de Fred Fraikin, est un musicien et producteur belge de musique, né à Kinshasa (Congo) en 1967, à l'origine du style musical "french groove", mélange de RnB ternaire et de dance.
Il est le petit-fils du champion de rallye automobile Charles Fraikin.

## Biographie

### Enfance
La prime jeunesse de Fraikin est marquée par de nombreux déménagements dus à la carrière de son père : en Côte d'Ivoire, Algérie, Arabie Saoudite, Belgique, aux Îles Canaries, etc., des voyages aux cultures rythmiques et musicales différentes qui l'imprégneront très tôt.

### Carrière musicale

#### Débuts
Passionné de musique, c'est par le hip-hop et la danse qu'il fait ses premiers pas sur scène. Entre 14 et 17 ans, il pratique le breakdance à haut niveau et remporte de nombreux prix. 

En parallèle, avec son frère Olivier, il monte son 1er groupe de musique, dans le style pop/minneapolis : "OF-U". Fraikin réalise les morceaux qu'il chante, accompagné de sa basse, de sa guitare, de sa batterie, etc. Il est un musicien polyvalent touche-à-tout. À 17 ans à peine, il signe son premier contrat en maison de disques, chez Ars/Universal.
En 1985, tout juste majeur, il est subitement appelé à servir militairement la nation belge en Irak, qui se prépare alors à la 1re guerre du Golfe. L'expérience le marque à jamais mais il ne perd pas pour autant sa passion pour la musique. 
Toujours accompagné de son frère et avec quelques billets en poche, ils partent seuls pour le Royaume-Uni où, lors d'un ultime rendez-vous, ils se font repérer par les managers influents Pete Mc Carthy et Nikky D'Souza, qui les mèneront à la signature d'un deal d'artiste avec la major Virgin Records UK. En 1986, âgés de 18 et 19 ans, ils font partie des plus jeunes signatures de la firme. Également repérés et signés par le tourneur WhiteNight, il s'ensuit une tournée d'un an[Où ?].
La même année, Fraikin s'inscrit à l'école d'ingénieur du son de Nottingham Polytrend, dont il ressort trois années plus tard avec une mention honorifique due à son acuité auditive et fréquentielle exceptionnelle. Il intègre les séances de studios les plus prestigieuses, la toute première étant celle du groupe-phare de la scène londonienne The Bolshoi.

#### Productions
De retour à Bruxelles, il monte "G.S.P. - Groove Syndicate Production", rejoint par son ami de toujours Guy Waku. L'association de producteurs va très rapidement faire des étincelles grâce au nouveau son qu'ils imposent dans toute la francophonie : le "groove à la française". Dès lors G.S.P. enchaîne hit sur hit : " La voix du mellow " (Mellowman) / " Dieu m'a donné la foi ", " Le feu qui m'attise ", " Shame on You " (chantés par la Franco-Néerlandaise Ophélie Winter) / " La taille de ton amour " (Jane Fostin) / " Aucune fille au monde ", " Raide dingue de toi " (G-Squad) / " Duo ", " In ", " Insomnie " (Loïs Andréa) / " Au nom de la rose " (Moos), etc. Le public est conquis par la fraîcheur de cette musique nouvelle.
Mais en 2001, alors qu'il est en plein ascension, Fraikin est victime d'un accident de moto avec sa Ducati Mostro 900. Pendant de longs mois, il lutte pour pouvoir remarcher, avec médecins et kinés. Deux années plus tard il est rétabli.
À l'international, il réalise les albums et singles de plusieurs artistes dont : Brahim (2 albums chartés), Leki (Hit-singles "Breakin Out" & "Crazy"), etc. En France, Fraikin prend part à la réalisation de plusieurs albums issus de téléréalités musicales, tout en restant fidèle aux meilleures places des charts francophones grâce, entre autres, à l'album "Retiens-moi" des L5, qui se classe n°1 des ventes d'albums et devient double disque de platine (avec 600 000 exemplaires vendus).
Il enchaîne avec les albums et singles de Gilbert Montagné, Michel Mallory et Johnny Hallyday, Thierry Cham, Lara Bellerose, Ben'Do, ainsi que ceux de Sigried Flory, Loraine Cotting, Carolynsky (nouvelles recrues de la plate-forme artistique AkaMusic - label musical participatif cfr[Quoi ?] -, MyMajorCompany).
Fraikin s'applique désormais à développer des artistes de musique pop, dance et "urbaine". En 2011, le single "Ce Soir - I'll Be Your Lover 2Nite" (Monday Justice feat. Jane Fostin) est entré dans le hit club en très peu de temps, annonçant la couleur de nombreuses compositions à venir, décomplexées et énergiques.

## Œuvres
(légende en fin de liste)
- 1992 - Jessy Joyce - I Got You Baby - Single - M/E/P - Farenasch
- 1994 - Benny B - Oh La La La - Single - M/E/P - Creastars
- 1994 - Tribal Jam - Le Sens du Partage - Single - M/P - EMI
- 1994 - Bang Gang - Conchita - Single - M/E/P - Rowyna Music
- 1995 - Boyz - Searching For Love - Single - M/E/P - Creastars
- 1995 - Mellowman - Gardez L'Écoute - Single - M/E/P - Carrère Music
- 1995 - Mellowman - La Voix Du Mellow - Single - M/E/P - East West / 210 000 ex. vendus - argent
- 1995 - Ophélie Winter - Dieu M'A Donné La Foi - Single - M/E/P - East West / 600 000 ex. vendus - double or
- 1995 - Rapsodie - Cool & Sexy - Single - M/E/P - Havana
- 1995 - Rapsodie - Le Style - Single - M/E/P - Havana
- 1995 - Bang Gang - Love Is The Message - Single - M/E/P - Rowyna Music
- 1996 - Bambi Cruz - L'Homme Objet - Single - M/E/P - East West
- 1996 - DJ Daddy K - Et C'est Comme Ca - Single - M/E/P - Private Life Records
- 1996 - Double G - Malheurs & Bonheurs - Single - M/E/P - Pumba
- 1996 - G-Squad - Aucune Fille Au Monde - Single - M/E/P - BMG France / 250 000 ex. vendus - or
- 1996 - G-Squad - Raide Dingue De Toi - Single - M/E/P - BMG France / 300 000 ex. vendus - or
- 1996 - G-Squad - Sans Toi - Single - M/E/P - BMG France / 150 000 ex. vendus - argent
- 1996 - Jane Fostin - La Taille De Ton Amour - Single - P/E/M/Ma - Sony BMG / 200 000 ex. vendus - argent
- 1996 - Ophélie Winter - Le Feu Qui M'Attise - Single - M/E/P - East West
- 1996 - Ophélie Winter - Shame On U - Single - M/E/P - East West / 200 000 ex. vendus - argent
- 1996 - Ophélie Winter feat. Coolio - Keep It On The Red Light - Single - M/E/P - East West
- 1996 - The Dinky Toys - Kinky - Single - M/E/P - EMI
- 1996 - Benny B - Écoute Ca - Album - P/E/M/Ma - Creastars
- 1996 - Kim - Tout Travail Mérite Salaire - Single - M/E/P - Rowyna Music
- 1997 - Cachou - Le Fruit Défendu - Single - M/E/P - Touchstone Records
- 1997 - Foxies - L'Amour Est Un Mystère - Single - M/E/P - Universal
- 1997 - François Feldman - Couleur D'Origine - Album - M/E/P - Philips (distribué par Mercury France)
- 1997 - G Squad - G Squad - Album - M/E/P - BMG France / 300 000 ex. vendus - double or
- 1997 - G Squad - Bébé - Single - M/E/P - BMG France / 150 000 ex. vendus - argent
- 1997 - G Squad - Touché En Plein Cœur - Single - M/E/P - BMG France
- 1997 - Jane Fostin - Je Prie Pour Toi - Single - P/E/M/Ma - BMG France
- 1997 - Mad in Paris - Douce Sensation - Single - M/E/P - Universal
- 1997 - Melaaz - Va Où Le Vent Te Mène - Single - M/E/P - BMG
- 1997 - Ophélie Winter - No Soucy ! - Album - M/E/P - East West / 300 000 ex. vendus - double or
- 1998 - CB Milton - From Here To There - Album - M/E/P - Byte Records
- 1998 - Jean-Luc Lahaye - Femme Que J'Aime - Album - M/P - Philips
- 1998 - Loïs Andréa - In - Single - M/E/P - Polygram / 150 000 ex. vendus - argent
- 1998 - Loïs Andréa - Insomnie - Single - M/E/P - Polygram / 150 000 ex. vendus - argent
- 1998 - Moos - Au Nom De La Rose - Single - M/E - Mercury / 1 800 000 ex. vendus - diamant
- 1998 - Nikki - Crimson and Clover - Single - M/E/P - BMG
- 1998 - The Booming People Feat. JL - Hafanana - Single - M/E/P - Power People Music
- 1998 - Tristan Boccara - J'Aurais Besoin De Te Dire - Single - M/E/P - Mercury
- 1998 - APY - Serre-Moi, Griffe-Moi - Single - M/E/P - Ariane Music / 30 000 ex. vendus - double or
- 1999 - F.R. David - Words - Single - M/P - Crash Records
- 1999 - Lââm - Massaï - Single - M/E/P - Odéon Records
- 1999 - Loïs Andréa - Insomnie - Album - M/E/P - Barclay
- 1999 - Loïs Andréa- Duo - Single - M/E/P - Universal Music / 150 000 ex. vendus - argent
- 1999 - Mélanie Cohl - Je Saurai T'Aimer - Single - M/E/P - AMC Records
- 1999 - Moos - Le Crabe Est Érotique - Album - M/E/P - Universal / 150 000 ex. vendus - or
- 1999 - Alyssa - Fille Amoureuse - Single - M/E/P - Universal
- 1999 - APY - Banana Split - Single - M/E/P - Ariane Music / 15 000 ex. vendus - or
- 1999 - Deluxe - Jusqu'Au Bout De La Nuit - Single - M/P - Wilson Music
- 1999 - Ishtar - _ - Album - M/E/P - Atol
- 1999 - Leyla Doriane - Si Tu M'Entends - Album - M/E/P - BMG France
- 2000 - Alyssa - Au Nom De Toi - Single - M/E/P - BMG France
- 2000 - Ophélie Winter - Ce Que Je Suis - Single - M/E/P - East West
- 2001 - SouthSide - The First Time - Album - M/E/P - Ten 45 & GSP
- 2001 - Jennifer McCray - Free My Mind - Single - +/E/P - TSP REcords
- 2002 - Dafataigazz - Neorganic - Album - M/E - Polydor/Universal
- 2002 - L5 - Retiens-moi - Album - M/E/P - Mercury / 600 000 ex. vendus - double or
- 2002 - Gilbert Montagné - Rien Sans Ton Amour - Album - M/E/P - Toucher Musique
- 2003 - R.Kelly - Thoia Thong/Snake - Single - Jive Records
- 2003 - Thierry Cham - Autrement - Album - M/E/P - Polydor / 75 000 ex. vendus - argent
- 2003 - Brahim - My Life Is Music - Album - M/E/P/Ma - Sony BMG / 50 000 ex. vendus - double or
- 2004 - Astrid - However - Single - M/E/P - Ars Productions
- 2004 - Jean Beauvoir - Chameleon - Album - M/E/P - Frontiers Record
- 2004 - Leki - Breakin'Out - Album - M/E/P - Mostiko
- 2004 - Leki - Breakin'Out - Single - M/E/P - Mostiko / 10 000 ex. vendus - argent
- 2004 - Leki - Crazy - Single - M/E/P - Mostiko
- 2004 - Star Academy 3 - Les Singles - Compilation - M/E/P - Mercury
- 2005 - Brahim - Didi - Single - M/E/P - Fon-Ky Records / 12 000 ex. vendus - argent
- 2005 - Brahim vs Walton - Leilei - Single - M/E/P/Ma - White Label
- 2005 - L5 - Turbulences - Album - M/E/P - M6 Interaction/Mercury
- 2005 - Nuskool/Charade Feat. Nessa - College Harmony Class 2005 - Album - M/E/P - EMI
- 2005 - Star Academy - Les Singles - Compilation - M/E/P - Mercury
- 2005 - The Best In Black (Didi Feat. Nessa) - 42 Ultimate Tracks - Compilation - M/E/P - Zyx Music
- 2005 - Zaboyz - Ma Liberté - Single - M/E/P - Ars Productions
- 2005 - Naja - Space - Single - M/E/P - 4 My People
- 2006 - Brahim - Najaha - Album - P/E/M/Ma - White Label
- 2006 - Brahim - I Am What I Am - Single - P/E/M/Ma - White Label
- 2006 - Brahim - Power - Single - P/E/M/Ma - White Label
- 2006 - Jérémy Amelin - A Contre Sens - Album - P/E/M/Ma - Universal Music
- 2006 - Lynnsha - Danse - Album - M/E/P - UP Music
- 2006 - One-T - U - Album - M/E - Polydor
- 2006 - Star Academy 5 - Chacun Sa Route, Chacun Son Refrain - Compilation - M/E/P - Mercury
- 2007 - Alexia - Star Academy 5 - Single - P/E/M/Ma - Mercury
- 2007 - All Star Academy 5 - That's The Way Mix - Album - P/E/M/Ma - Mercury
- 2007 - Dante Thomas - What I Got - Single - P/E/M/Ma - Diraj Records
- 2007 - Feist - 1,2,3,4 Remix - Single - P/E/M/Ma - Polydor/Universal
- 2007 - Jane Fostin - Eclipse - Album - M/E/P - Vogue
- 2007 - Jane Fostin - L'histoire D'Une Fille - Single - P/E/M/Ma - Sony BMG
- 2007 - Jean-Louis Daulne - Doum Doum Tchak - Album - M/E/P - EMI Belgium
- 2007 - Maud Verdeyen - DeconecteHeart - Single - P/E/M/Ma - Mercury
- 2007 - Pierre - Star Academy - Single - P/E/M/Ma - Mercury
- 2007 - Timbaland & Tyssem - The Way I Are - Single - E/M/Ma - Polydor / 150 000 ex. vendus - or
- 2007 - Tyssem - _ - Album - M/E/P - Polydor/Universal
- 2007 - Michel Mallory/Johnny Hallyday - _ - Album - M/E/Ma - Warner
- 2008 - Julie Zenatti - Si Le Temps - Single - M/E/P/Ma - Sony BMG
- 2008 - Nessa Moskitta feat. DJ Cosmic - 88 Style - Single - M/E/P/Ma - Shoot2Light/S2LGrooveStation
- 2008 - Monday Justice - XXXplicit - Album - M/E/P/Ma - Sofora
- 2008 - V.O.Kal feat. Makil - C'Est Mon Heure - EP - M/E/P/Ma - Aka Music
- 2009 - DiStefano - Calimera - EP - M/E/P/Ma - Aka Music
- 2009 - Manuel - Move Move - Single - M/E/P/Ma - Kauris
- 2009 - Olivier Saxe - Encore Et Encore - Single - M/E/P/Ma - Aka Music
- 2009 - Tiffany Ciely - Your Turn - Single - M/E/P/Ma - Universal
- 2009 - Aysat - Aysat - Album - Mix - Universal
- 2009 - L!PSS - Lip2s - Single - M/E/P/Ma - Inca Productions
- 2009 - Lara Bellerose - 01_Syndrome - Single - M/E/P/Ma - Indie
- 2010 - Carolynsky - Tu n'me vois pas - M/E/P - AkaMusic
- 2010 - Carolynsky - Laisse-moi - M/E/P - AkaMusic
- 2010 - Sigried Flory - Elle s'imisce - M/E/P /Ma- AkaMusic
- 2010 - Sigried Flory - Mon père - M/E/P/Ma - AkaMusic
- 2010 - Lorraine Cotting - M/E/P - Hot Silly Games
- 2010 - Lorraine Cotting - M/E/P - Why
- 2010 - Lorraine Cotting - M/E/P - Tear Down
- 2011 - Monday Justice - I'll Be Your Lover 2Nite - M/E/P/Ma - HOJprod
- 2011 - Monday Justice feat. Jane Fostin - Ce Soir (I'll Be Your Lover 2Nite) - M/E/P/Ma - HOJprod
- 2011 - RhawKid feat. 13HOR - Striptease - M/E/P/Ma - HOJprod
- 2012 - Lara Bellerose - TchinTchinSanté - M/E/P/Ma
- 2013 - Lara Bellerose - Lemon de Tequila - M/E/P/Ma
- 2013 - Cianna O'keeffe - Overdoses - M/E/P/Ma

### Légende
M = mix

E = recording / enregistrement 

P = production / réalisation

Ma = mastering[Quoi ?]

ex. = exemplaires, par nombres croissant de ventes (voire téléchargements et vues) :

argent = disque d'argent

or = disque d'or

double or = double disque d'or

platine = disque de platine

diamant = disque de diamant